# Campeonato Gaúcho 1927
In 1927 werd het zevende Campeonato Gaúcho gespeeld voor voetbalclubs uit de Braziliaanse staat Rio Grande do Sul. Er werden regionale competities gespeeld en de kampioenen ontmoetten elkaar in de finaleronde die gespeeld werd van 28 augustus tot 7 september. Internacional werd voor het eerst kampioen.

## Voorronde
|                       |              |       |             |  |
| 28 augustus voorronde | Riograndense | 0 – 4 | 14 de Julho |  |
| 28 augustus voorronde |              |       |             |  |

## Knock-outfase
|  | Halve finale  | Halve finale |   |  | Finale        | Finale |  |
|  |               |              |   |  |               |        |  |
|  |               |              |   |  |               |        |  |
|  | Internacional | 4            |   |  |               |        |  |
|  | Nacional      | 1            |   |  |               |        |  |
|  |               |              |   |  |               |        |  |
|  |               |              |   |  |               |        |  |
|  |               |              |   |  | Internacional | 3      |  |
|  |               | Bagé         | 1 |  |               |        |  |
|  |               |              |   |  |               |        |  |
|  |               |              |   |  |               |        |  |
|  |               |              |   |  |               |        |  |
|  |               |              |   |  |               |        |  |
|  | Bagé          | 3            |   |  |               |        |  |
|  | 14 de Julho   | 0            |   |  |               |        |  |

Details finale
|                    |                          |       |                      |                                           |
| 7 september Finale | Internacional            | 3 – 1 | Bagé                 | Baixada, Porto Alegre Toeschouwers: 4.000 |
| 7 september Finale | Barros 38', 79' Nenê 66' |       | 54' (pen) Pascoalito | Baixada, Porto Alegre Toeschouwers: 4.000 |

|  | Internacional | Bagé |

## Kampioen
| Campeonato Gaúcho de 1927         |
| Porto Alegre                      |
| --------------------------------- |
| INTERNACIONAL Kampioen (1° titel) |